# Jordi Ramon i Torres
Jordi Ramon i Torres (Tàrrega, Urgell, 8 de setembre de 1971)
és un ex-polític català.
Militant d'Esquerra Republicana de Catalunya (ERC) des de 1989. Fou regidor de l'Ajuntament de Tàrrega des del 2003 al 2015. Es presenta com a cap de llista per ERC als comicis municipals de l'any 2003 i surt elegit regidor de l'Ajuntament de Tàrrega. De no tenir representació en l'arc municipal, ERC obté tres regidors, els quals signen un acord de Govern amb AIPN i PSC, fruit del qual Jordi Ramon exerceix de regidor d'Esports, Ensenyament i Joventut. En les eleccions del 2007, torna a encapçalar la candidatura i la seva formació manté els tres regidors, que renoven el pacte amb AIPN-PSC incorporant ICV. Durant aquesta legislatura (2007/2011) ocupa les responsabilitats de regidor de Cultura i 1r. Tinent d'Alcalde. En la seva última legislatura (2011/2015) ERC es queda amb un sol representant a l'arc municipal i Jordi Ramon exerceix com a regidor de l'oposició.
Durant la seva trajectòria política també ha ocupat un escó al Consell Comarcal de l'Urgell, a la Diputació de Lleida i com a diputat al Congrés en la legislatura 2004-2008.